# Kanapka

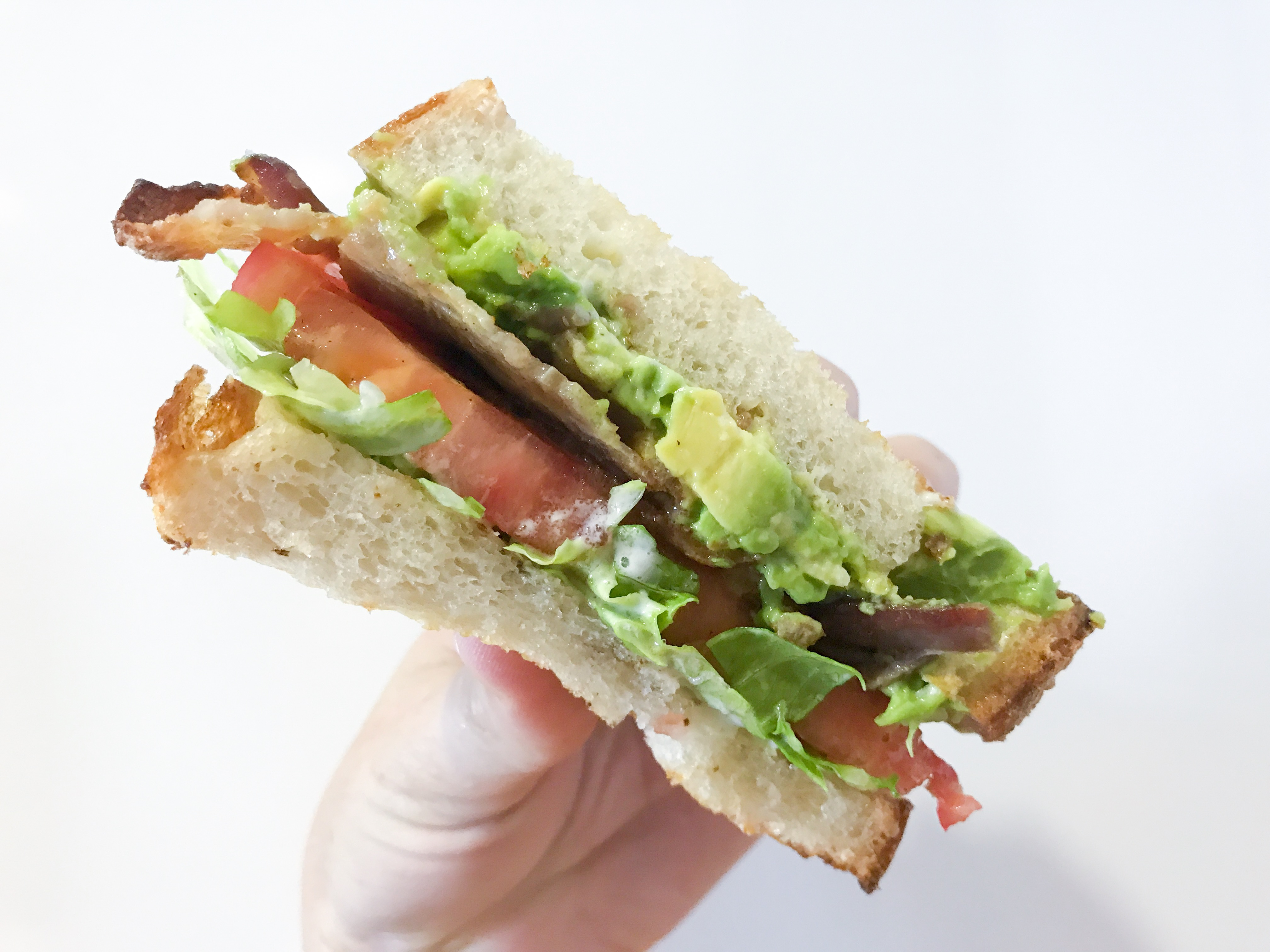
Kanapka

Kanapka – rodzaj dania (kalka językowa z języka francuskiego od słowa canapé: bułka przekrojona, z wędliną ułożoną jak poduszki na kanapie), prosta potrawa przyrządzana na bazie cienkich kromek białego lub razowego chleba, ewentualnie rozkrojonej bułki. Kanapki smaruje się masłem, okłada wędlinami, pieczenią wieprzową, kiełbasą, szynką lub serem, spożywa również z jajkiem na twardo, plasterkiem ogórka lub rybą, z dodatkiem warzyw do wyboru oraz sosów itp.
Kanapki znane są już od starożytności. Kanapka, ze względu na szybkość i prostotę przygotowania, jest popularną potrawą śniadaniową, lunchową, piknikową oraz, w tradycji polskiej, kolacyjną. Kanapki zabiera się praktycznie wszędzie – do ich spożywania nie potrzeba talerzy ani sztućców, są sycące, a dzięki urozmaiconym dodatkom i ciepłemu napojowi, mogą stanowić pełnowartościowy posiłek. Eleganckie kanapki (tartinki) z wyszukanymi dodatkami (łosoś, kawior, sery, oliwki, kapary, pasty serowe i jajeczne itd.) mogą stanowić efektowną oprawę kulinarną przyjęć i spotkań towarzyskich.

## Przykłady rodzajów kanapek
- sandwicz – między dwiema warstwami pieczywa (chleba lub bułki) znajdują się dodatki[2]; wynalazek przypisywany hrabiemu Sandwich
  - np. włoskie panino
  - burger - popularne danie w sieciach typu fast food, gdzie występuje w formie bułki przełożonej mięsnym kotletem, filetem rybnym czy serem i warzywami;
- tartinka – na pojedynczej warstwie pieczywa ułożone są, często ozdobnie, dodatki;

## Odniesienia w kulturze
Historię wynalezienia kanapki opisał Woody Allen w opowiadaniu Maszyna parowa sobie z tym nie poradzi.

## Galeria

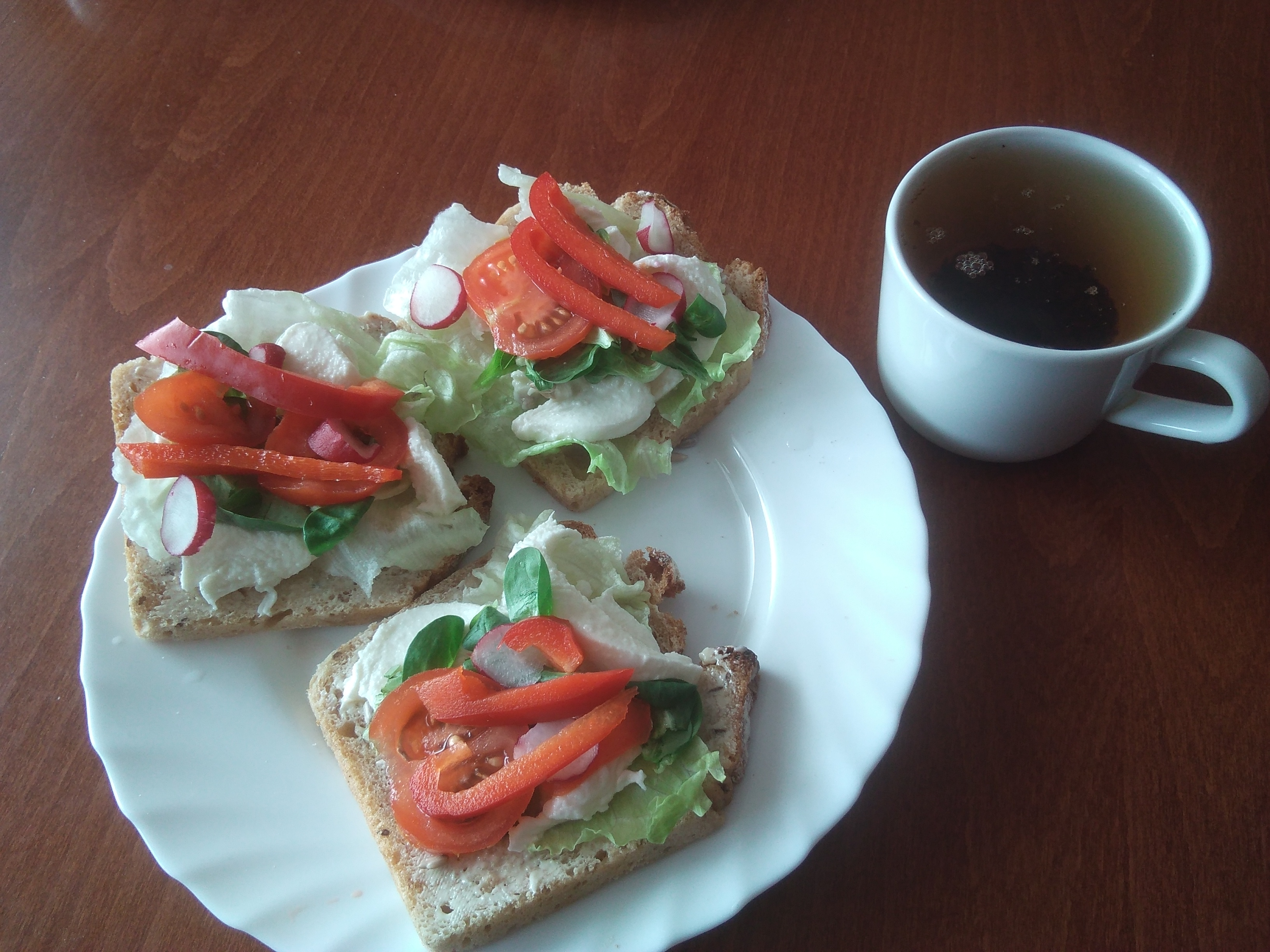
Śniadanie: kanapki i herbata
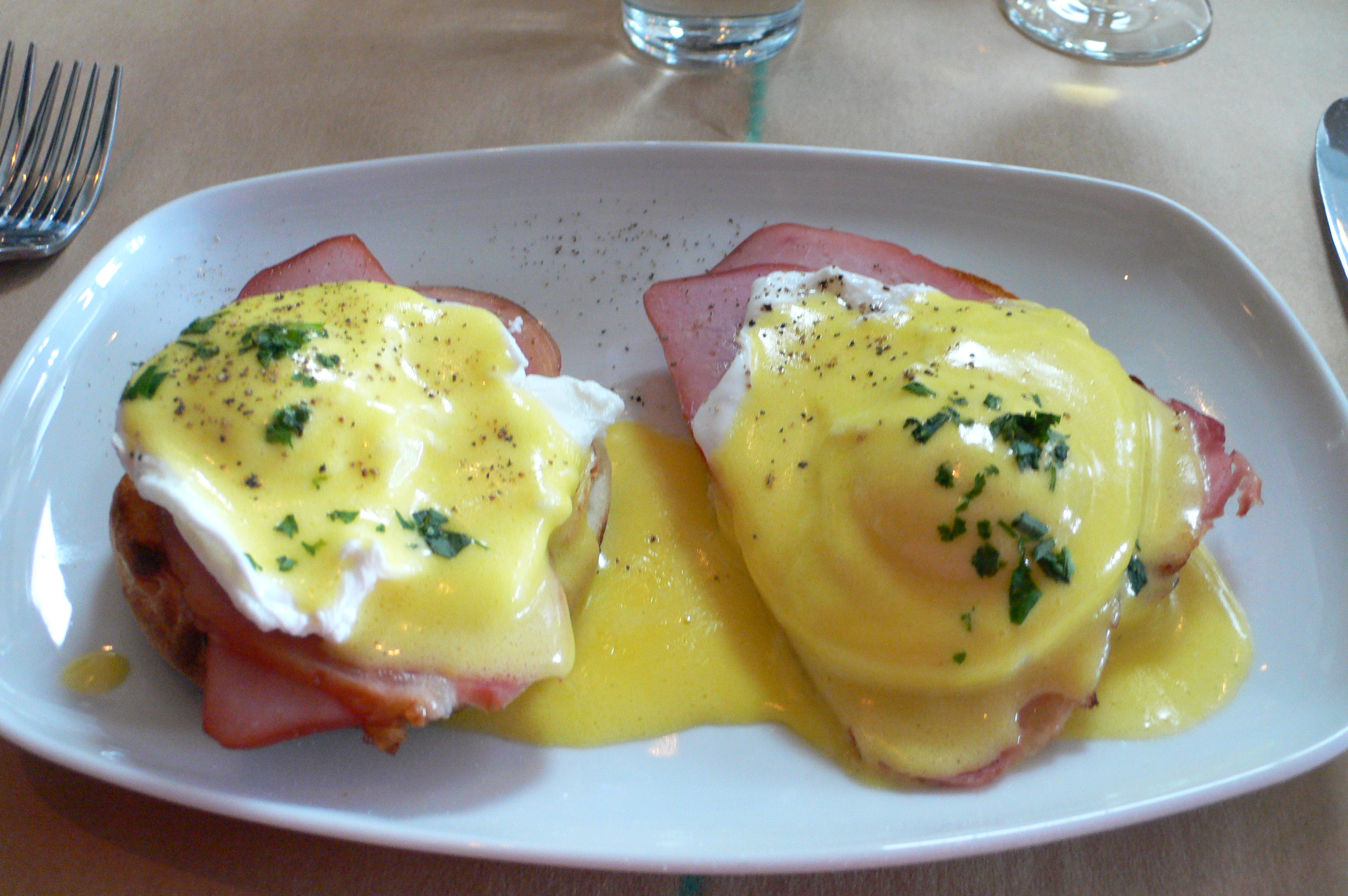
Jajka po benedyktyńsku
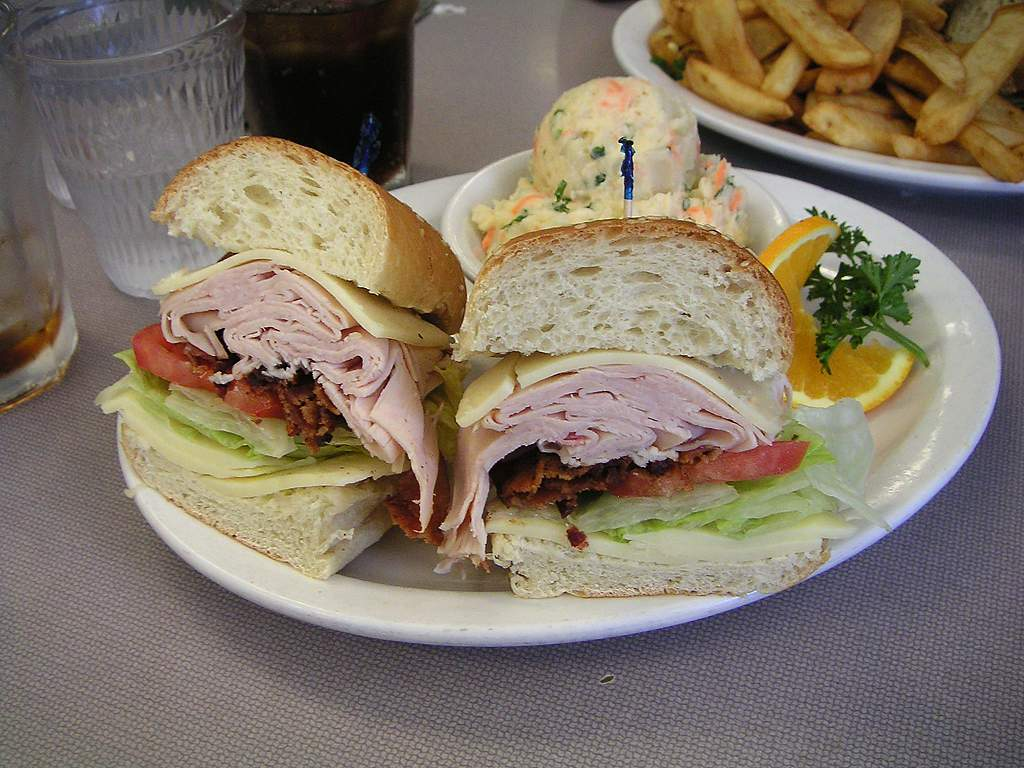
Sandwicze z bagietki
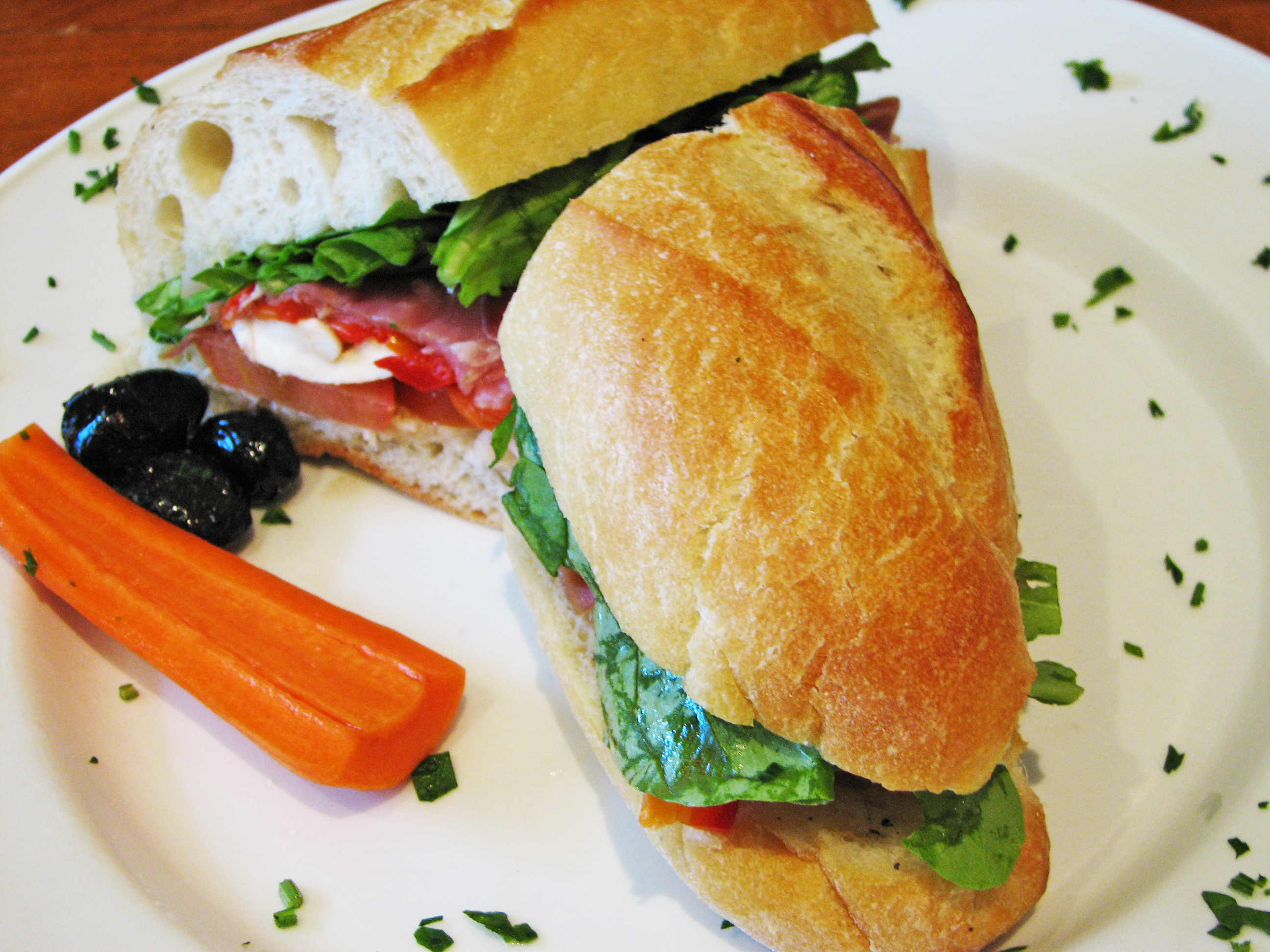
Panino
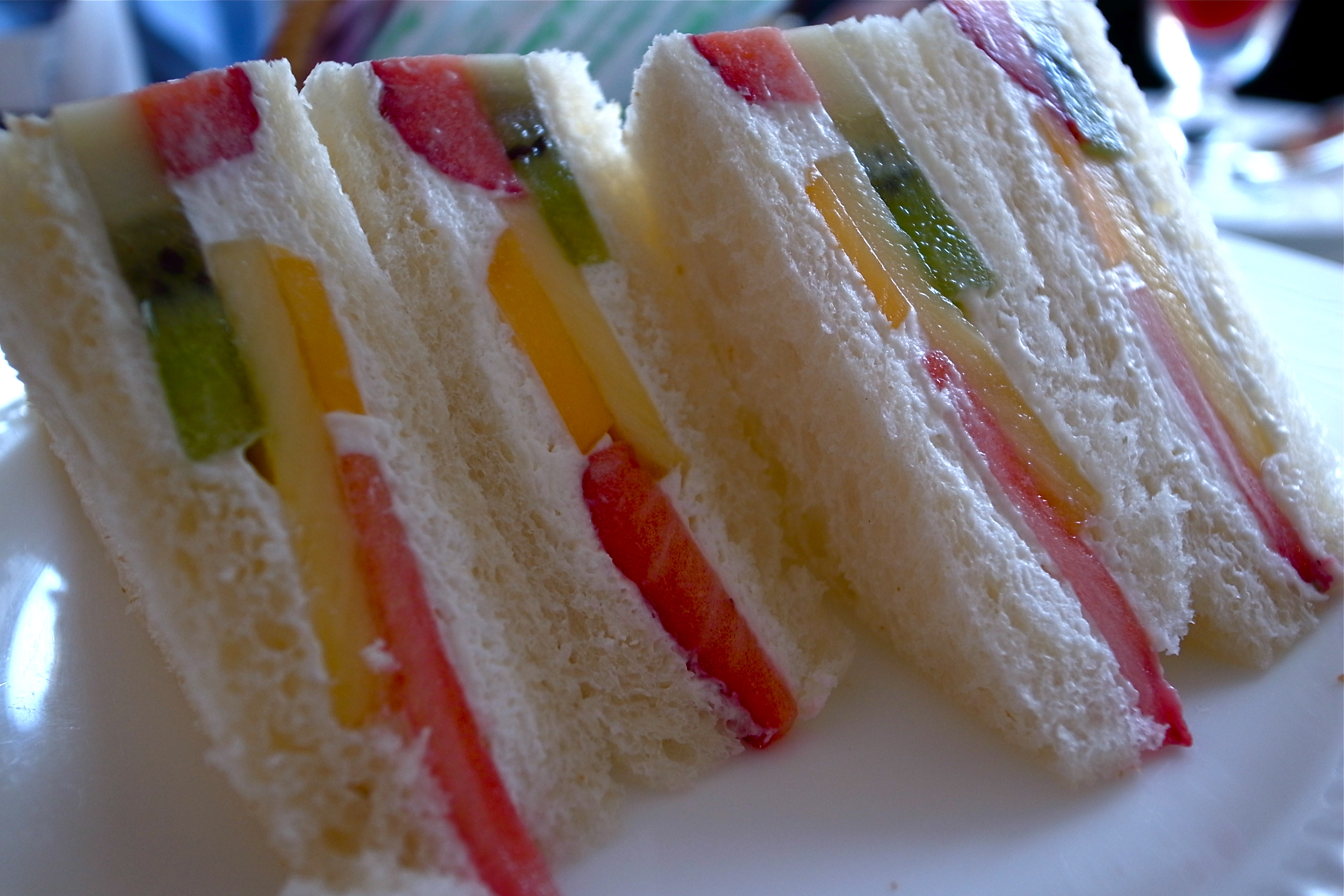
Japońskie sandwicze z owocami
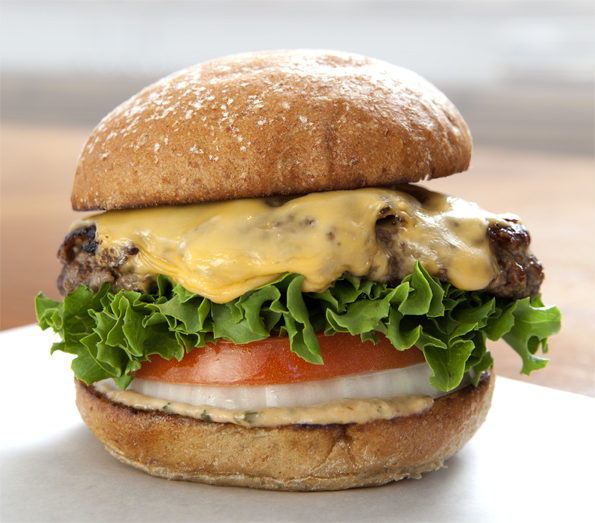
Hamburger
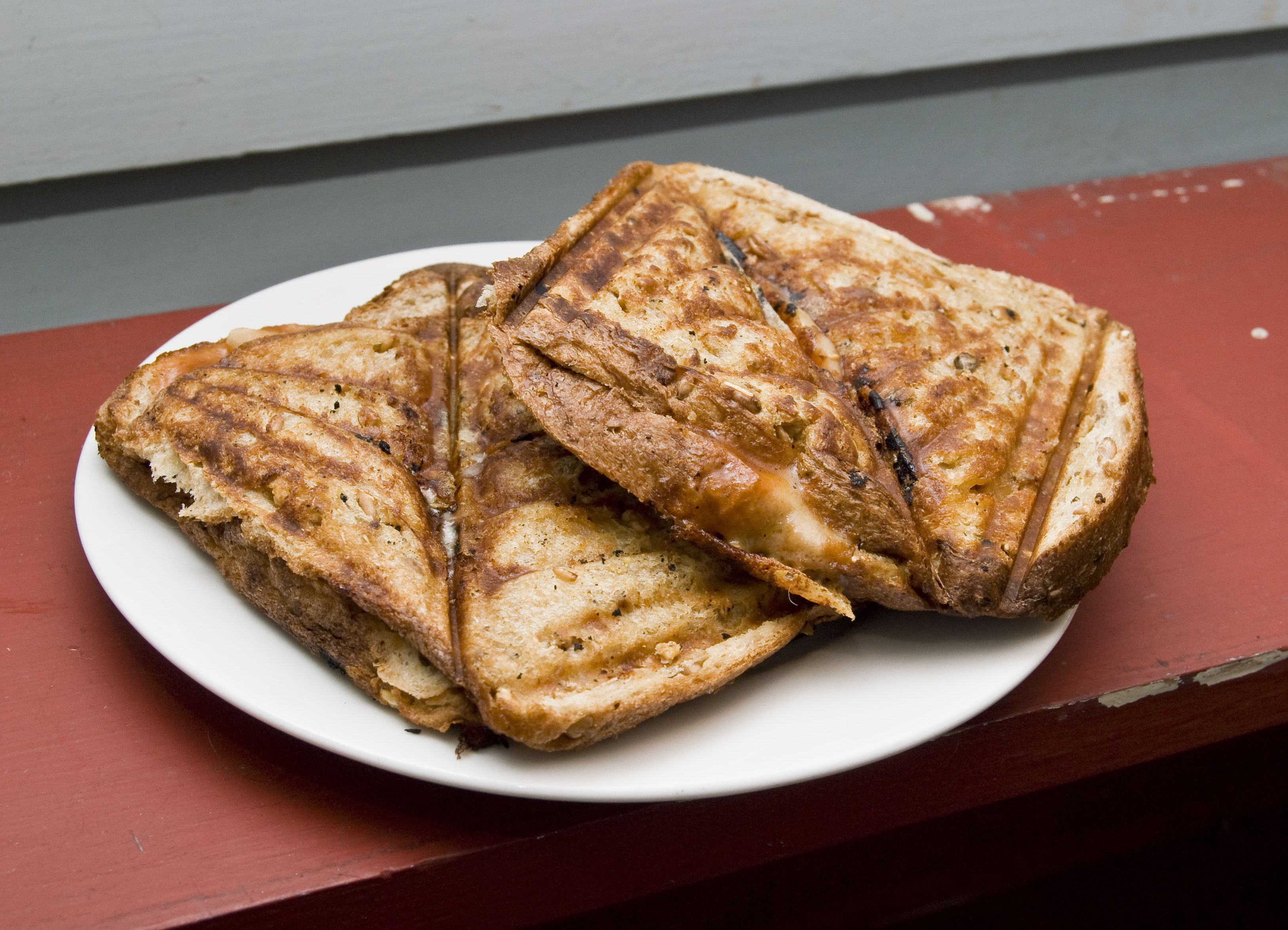
Sandwicze z żółtym serem (i innymi dodatkami) opieczone w tostownicy
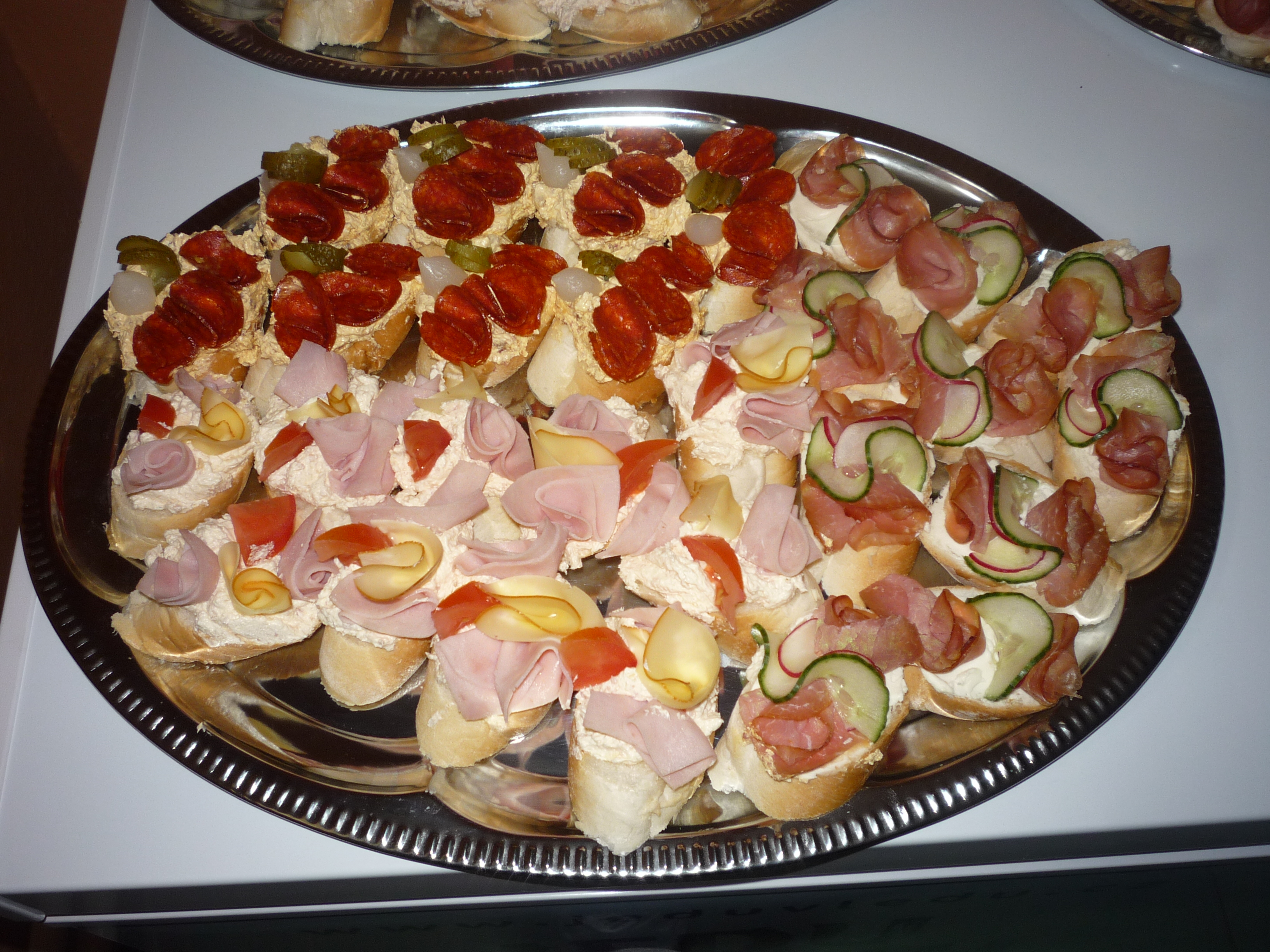
Tartinki
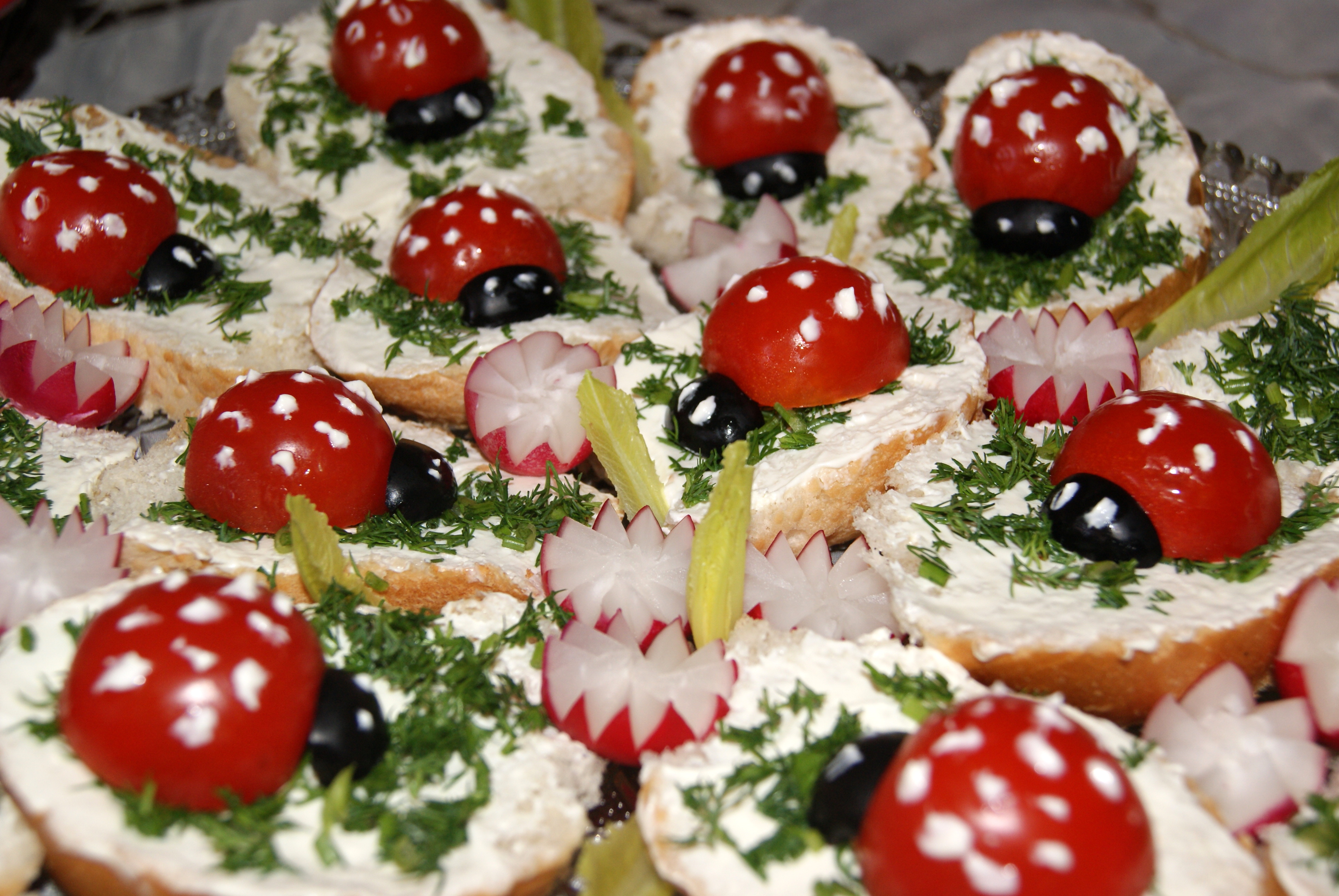
Dekoracyjne, wiosenne kanapki z twarożkiem
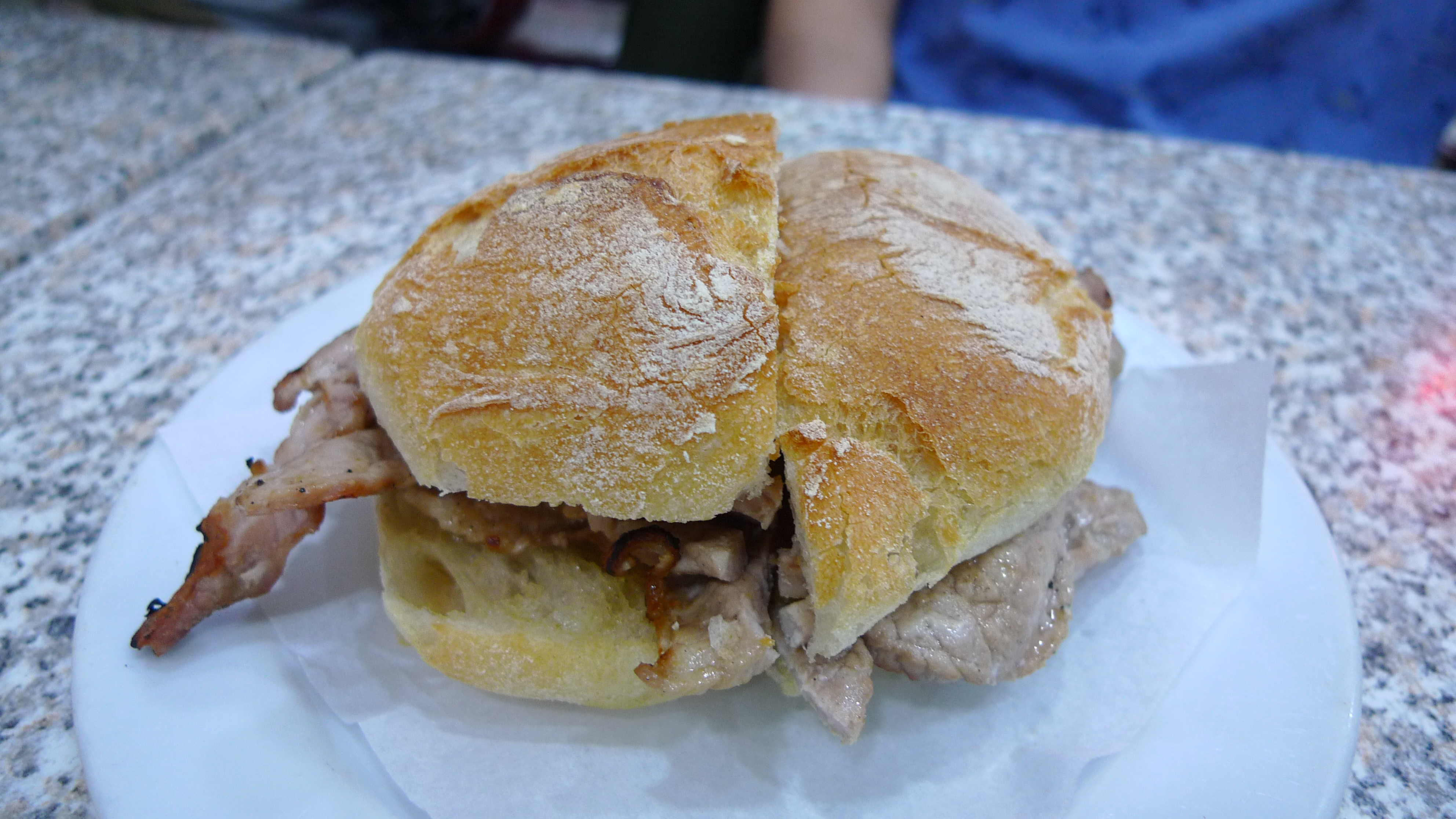
Portugalska bifana